# Tributärgletscher

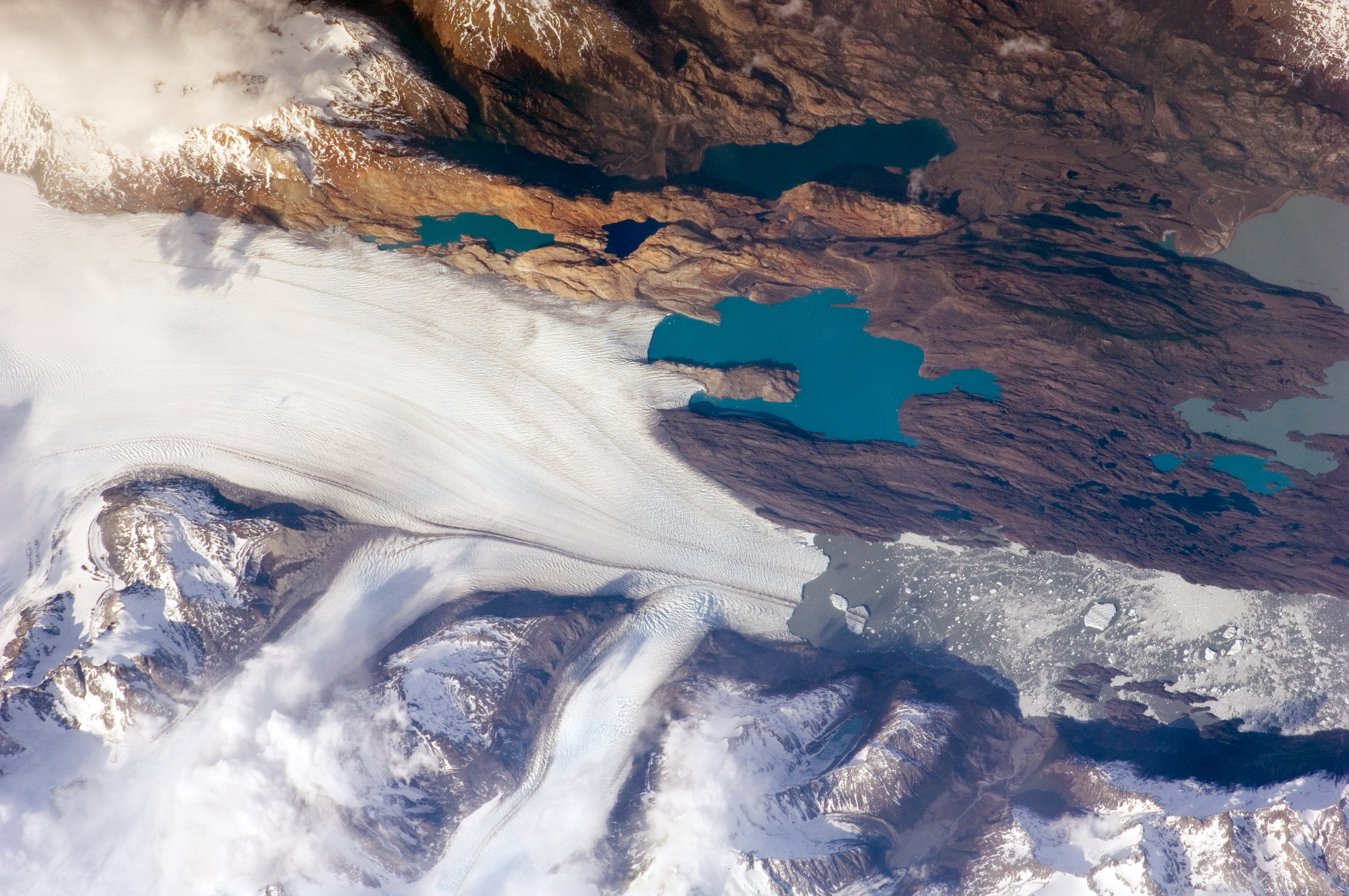
Dem Hauptstrom des Upsala-Gletschers, einem Auslassgletscher Campo de Hielo Sur in Patagonien, fließen kurz vor dem Gletscherende noch zwei Tributärgletscher von Westen zu

Ein Tributärgletscher (engl. tributary glacier, auch Seitengletscher) ist ein Gletscher, der sich mit einem größeren Gletscher, dem Hauptgletscher (engl. trunk glacier), vereint. Häufig haben Tributär- und Hauptgletscher unterschiedliche Nährgebiete. Wenn sich vereinigende Gletscher ungefähr dieselbe Größe haben, werden diese – insbesondere im oberen Bereich eines Gletschersystems – auch als Quellgletscher bezeichnet (engl. confluent glacier). Tributärgletscher können wiederum weitere Tributärgletscher besitzen, wodurch ein baumartiges Gletschersystem entsteht.
Das Zusammenfließen der Gletscher, die Konfluenz, hat meist Auswirkungen auf die Fließeigenschaften beider Gletscher, oft wird auch der Hauptgletscher in gewissem Umfang beeinflusst. Solche Wechselwirkungen können sich auf die Massenbilanz des Gletschersystems beträchtlich auswirken.
Ab der Stelle, an der sich Tributär- und Hauptgletscher vereinen, ist das Eis dieser Gletscher im weiteren Verlauf häufig durch eine Mittelmoräne getrennt. Diese aus mitgebrachtem Schutt bestehende Moräne verläuft meistens geradlinig und folgt dem Verlauf des Gletschers bis zum Ende. Eine Ausnahme sind Gletschersysteme, bei denen aufgrund eines Surge-Verhaltens periodisch uneinheitliche Fließgeschwindigkeiten auftreten, dort werden die Mittelmoränen charakteristisch gefaltet. 
Bei Rückzug des Eises kann die Verbindung des Tributärs zum Hauptgletscher abreißen und ein Gletschersystem in einzelne Gletscher zerfallen. An der ursprünglichen Mündungsstelle kann sich Schmelzwasser aufstauen und bei plötzlichen Bruch des Eisdamms Hochwasser verursachen. Nach ihrem Abschmelzen hinterlassen die Tributärgletscher Hängetäler, wenn sie sich weniger tief eingeschnitten hatten als der Hauptgletscher.